# Grady Stiles Jr
Grady Franklin Stiles Jr., né à Pittsburgh le 18 juillet 1937 et mort le 29 novembre 1992, était une « bête de foire », plus célèbre représentant d’une famille d’« hommes-homards » — des individus atteints d’ectrodactylie, une malformation congénitale des mains caractérisée par l'absence d'un ou plusieurs doigts, donnant à celles-ci l'aspect d'une pince.

## Famille
Grady Stiles Jr est le représentant de la sixième génération d'hommes-homards de sa famille. Il est précédé par William Stiles (1805-1888); qui serait né avec seulement les mains atteintes d'ectrodactylie, Jacob Stiles (1843-1932), Elisha Stiles (1880-1935) et Grady Stiles Senior (1912-1988). 
Deux de ses enfants, sa fille Cathy Stiles (née en 1969) et son fils Grady Stiles III (né en 1973) sont également atteints d'ectrodactylie. Ils vivent toujours à Gibsonton et continuent de se produire occasionnellement. Cathy est mariée à un employé de cirque avec qui elle a eu une fille, Misty, également « femme-langoustine ».

## Biographie
Grady Stiles Jr n'avait que 2 doigts opposés à chaque main, ce qui leur donnait clairement un aspect de pince de crustacé. Ses pieds étaient très atrophiés et ne comportaient qu'un seul doigt, ce qui pouvait également s'apparenter à des pattes de crustacé. Il était incapable de se tenir debout et se déplaçait en chaise roulante, mais il était paraît-il doté d'une force physique impressionnante.
Il fut marié 2 fois et eut 4 enfants. Lorsque sa fille aînée voulut se fiancer avec un garçon que Grady Jr n'approuvait pas, il tua celui-ci mais échappa à la prison car aucune prison de l'État n'était en mesure d'accueillir conformément à sa particularité physique. Sa peine est alors commuée en 15 ans de mise à l'épreuve. 
Grady Stiles Jr était également un homme brutal qui aurait maltraité sa famille. Le 29 novembre 1992, il est assassiné lorsqu'il regarde la télévision par un voisin engagé par un de ses beaux-fils.

### Cinéma / Séries
En 2014, dans la série American Horror Story, le personnage Jimmy Darling, s'inspire de Grady Stiles Jr.